# El Barbot (Santa Coloma Sasserra)
El Barbot és un paratge del terme municipal de Castellcir, a la comarca del Moianès.
Dona el nom al paratge una surgència d'aigua, activa només en temps d'abundor d'aigua subterrània, que surt d'un forat a terra. Per aquest forat arriba a sortir l'aigua projectada des d'una fissura de la roca que fa de base del lloc, que arriba a tenir més d'un pam d'alçada.

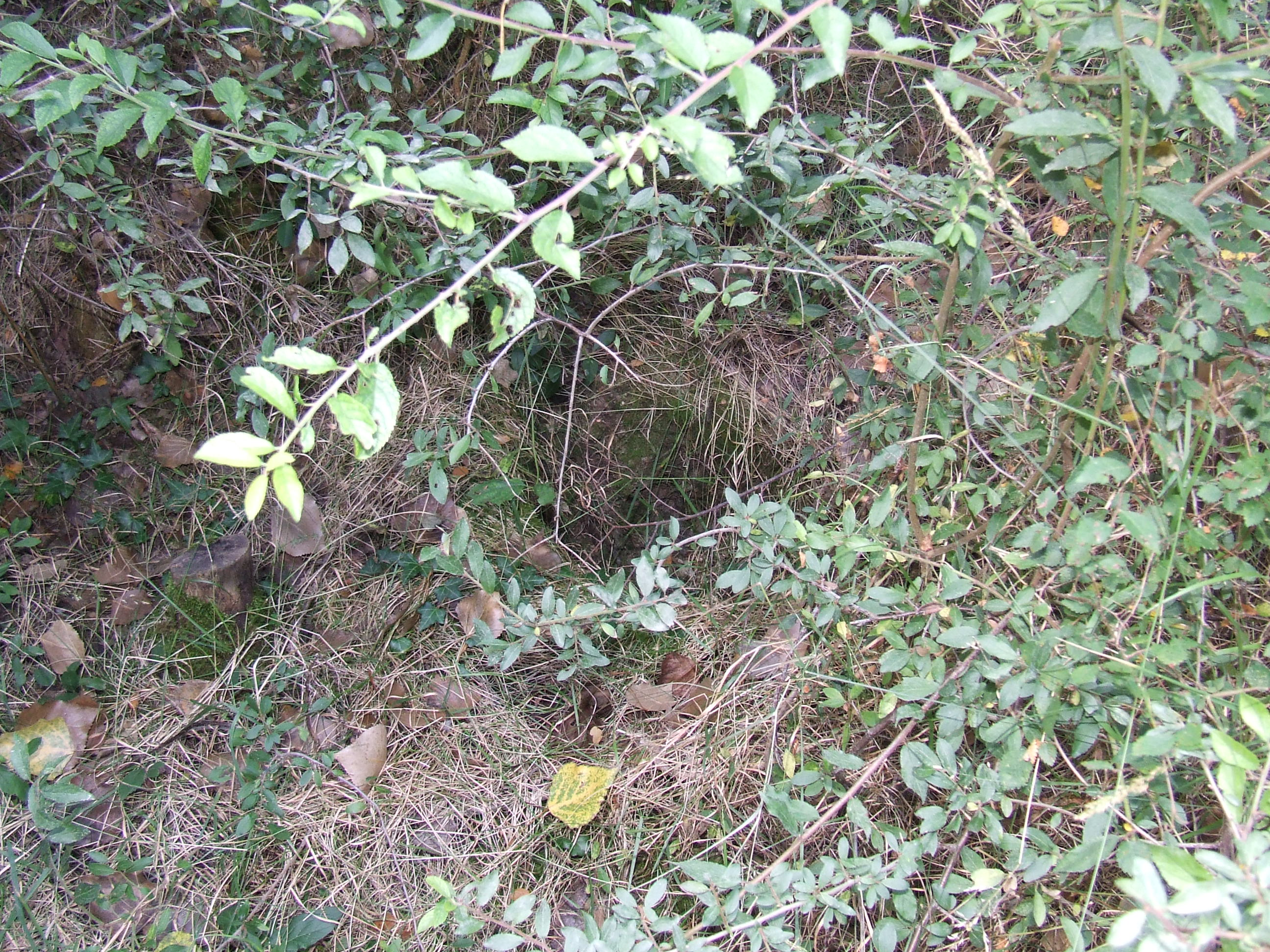
El forat del Barbot

Està situat al sud-est de Santa Coloma Sasserra, en el punt de trobada del Torrent del Soler i el Torrent de la Font del Pardal. És a llevant de la masia de Serracaixeta i de la Baga de Santa Coloma, al nord-est de la Torre de Serracaixeta i a ponent de la Roca Mala.
A prop d'aquest lloc hi ha la Font del Barbot i el Pou de glaç de la Font del Barbot.